# Europees kampioenschap handbal vrouwen
Het Europees kampioenschap handbal voor vrouwen is het tweejaarlijks continentaal kampioenschap voor landenteams. Het toernooi wordt georganiseerd door de Europese Handbalfederatie (EHF) en werd voor het eerst in 1994 gehouden.

## Geschiedenis
De Europese Handbalfederatie werd in 1991 opgericht, 45 jaar na de oprichting van de mondiale bond. Drie jaar later organiseerde de EHF het eerste Europese kampioenschap, in Duitsland. Denemarken werd de eerste continentale kampioen. De huidige Europese kampioen is Noorwegen, dat in 2022 de finale won van Denemarken. Met negen titels is Noorwegen recordkampioen.

## Toernooien
| 2028 | Noorwegen Denemarken Zweden               | 30 nov.-17 dec. | 24 |  |            |       |            |            |       |            |    |
| 2026 | Polen Roemenië Slowakije Tsjechië Turkije | 3-20 december   | 24 |  |            |       |            |            |       |            |    |
| 2024 | Oostenrijk Hongarije Zwitserland          | 28 nov.-15 dec. | 24 |  | Noorwegen  | 31–23 | Denemarken | Hongarije  | 25–24 | Frankrijk  | 65 |
| 2022 | Montenegro Noord-Macedonië Slovenië       | 4-20 november   | 16 |  | Noorwegen  | 27–25 | Denemarken | Montenegro | 27–25 | Frankrijk  | 47 |
| 2020 | Denemarken                                | 3-20 december   | 16 |  | Noorwegen  | 22–20 | Frankrijk  | Kroatië    | 25–19 | Denemarken | 47 |
| 2018 | Frankrijk                                 | 29 nov.-16 dec. | 16 |  | Frankrijk  | 24–21 | Rusland    | Nederland  | 24–20 | Roemenië   | 47 |
| 2016 | Zweden                                    | 4-18 december   | 16 |  | Noorwegen  | 30–29 | Nederland  | Frankrijk  | 22–25 | Denemarken | 47 |
| 2014 | Kroatië Hongarije                         | 7-21 december   | 16 |  | Noorwegen  | 28–25 | Spanje     | Zweden     | 25–23 | Montenegro | 47 |
| 2012 | Servië                                    | 4-16 december   | 16 |  | Montenegro | 34–31 | Noorwegen  | Hongarije  | 41–38 | Servië     | 47 |
| 2010 | Denemarken Noorwegen                      | 7-19 december   | 16 |  | Noorwegen  | 25–20 | Zweden     | Roemenië   | 16–15 | Denemarken | 47 |
| 2008 | Macedonië                                 | 4-14 december   | 16 |  | Noorwegen  | 34–21 | Spanje     | Rusland    | 24–21 | Duitsland  | 47 |
| 2006 | Zweden                                    | 7-17 december   | 16 |  | Noorwegen  | 27–24 | Rusland    | Frankrijk  | 29–25 | Duitsland  | 47 |
| 2004 | Hongarije                                 | 9-19 december   | 16 |  | Noorwegen  | 27–25 | Denemarken | Hongarije  | 29–25 | Rusland    | 48 |
| 2002 | Denemarken                                | 6-15 december   | 16 |  | Denemarken | 25–22 | Noorwegen  | Frankrijk  | 27–22 | Rusland    | 48 |
| 2000 | Roemenië                                  | 8-17 december   | 12 |  | Hongarije  | 32–30 | Oekraïne   | Rusland    | 21–16 | Roemenië   | 38 |
| 1998 | Nederland                                 | 11-20 december  | 12 |  | Noorwegen  | 24–16 | Denemarken | Hongarije  | 30–24 | Oostenrijk | 38 |
| 1996 | Denemarken                                | 6-15 december   | 12 |  | Denemarken | 25–23 | Noorwegen  | Oostenrijk | 30–23 | Duitsland  | 38 |
| 1994 | Duitsland                                 | 17-25 september | 12 |  | Denemarken | 27–23 | Duitsland  | Noorwegen  | 24–19 | Hongarije  | 38 |

## Medaillespiegel
| Plaats | Land       | Goud | Zilver | Brons | Totaal |
| 1      | Noorwegen  | 10   | 3      | 1     | 14     |
| 2      | Denemarken | 3    | 4      | 0     | 7      |
| 3      | Frankrijk  | 1    | 1      | 3     | 5      |
| 4      | Hongarije  | 1    | 0      | 4     | 5      |
| 5      | Montenegro | 1    | 0      | 1     | 2      |
| 6      | Rusland    | 0    | 2      | 2     | 4      |
| 7      | Spanje     | 0    | 2      | 0     | 2      |
| 8      | Zweden     | 0    | 1      | 1     | 2      |
| 8      | Nederland  | 0    | 1      | 1     | 2      |
| 10     | Kroatië    | 0    | 1      | 0     | 1      |
| 10     | Duitsland  | 0    | 1      | 0     | 1      |
| 10     | Oekraïne   | 0    | 1      | 0     | 1      |
| 12     | Oostenrijk | 0    | 0      | 1     | 1      |
| 12     | Roemenië   | 0    | 0      | 1     | 1      |
| Totaal | Totaal     | 16   | 16     | 16    | 48     |

## Deelnames per land
| Land                 | 1994                                    | 1996                                    | 1998                                    | 2000                                    | 2002                                    | 2004                                    | 2006                     | 2008                     | / 2010                   | 2012                     | / 2014                   | 2016                     | 2018                     | 2020                     | / 2022                   | / 2024                   | Deeln. |
| -------------------- | --------------------------------------- | --------------------------------------- | --------------------------------------- | --------------------------------------- | --------------------------------------- | --------------------------------------- | ------------------------ | ------------------------ | ------------------------ | ------------------------ | ------------------------ | ------------------------ | ------------------------ | ------------------------ | ------------------------ | ------------------------ | ------ |
| Denemarken           | 1e                                      | 1e                                      | 2e                                      | 10e                                     | 1e                                      | 2e                                      | 11e                      | 11e                      | 4e                       | 5e                       | 8e                       | 4e                       | 8e                       | 4e                       | 2e                       | 2e                       | 16     |
| Duitsland            | 2e                                      | 4e                                      | 6e                                      | 9e                                      | 11e                                     | 5e                                      | 4e                       | 4e                       | 13e                      | 7e                       | 10e                      | 6e                       | 10e                      | 7e                       | 7e                       | 7e                       | 16     |
| Faeröer              | -                                       | -                                       | -                                       | -                                       | -                                       | -                                       | -                        | -                        | -                        | -                        | -                        | -                        | -                        | -                        | -                        | 17e                      | 1      |
| Frankrijk            | -                                       | -                                       | -                                       | 5e                                      | 3e                                      | 11e                                     | 3e                       | 14e                      | 5e                       | 9e                       | 5e                       | 3e                       | 1e                       | 2e                       | 4e                       | 4e                       | 13     |
| Hongarije            | 4e                                      | 10e                                     | 3e                                      | 1e                                      | 5e                                      | 3e                                      | 5e                       | 8e                       | 10e                      | 3e                       | 6e                       | 12e                      | 7e                       | 10e                      | 11e                      | 3e                       | 16     |
| IJsland              | -                                       | -                                       | -                                       | -                                       | -                                       | -                                       | -                        | -                        | 15e                      | 15e                      | -                        | -                        | -                        | -                        | -                        | 16e                      | 3      |
| Litouwen             | -                                       | 12e                                     | -                                       | -                                       | -                                       | -                                       | -                        | -                        | -                        | -                        | -                        | -                        | -                        | -                        | -                        | -                        | 1      |
| Kroatië              | 5e                                      | 6e                                      | -                                       | -                                       | -                                       | 13e                                     | 7e                       | 6e                       | 9e                       | 13e                      | 13e                      | 16e                      | 16e                      | 3e                       | 10e                      | 19e                      | 13     |
| Noord-Macedonië      | -                                       | -                                       | 8e                                      | 8e                                      | -                                       | -                                       | 12e                      | 7e                       | -                        | 16e                      | -                        | -                        | -                        | -                        | 16e                      | 18e                      | 7      |
| Montenegro           | Zie Joegoslavië en Servië en Montenegro | Zie Joegoslavië en Servië en Montenegro | Zie Joegoslavië en Servië en Montenegro | Zie Joegoslavië en Servië en Montenegro | Zie Joegoslavië en Servië en Montenegro | Zie Joegoslavië en Servië en Montenegro | -                        | -                        | 6e                       | 1e                       | 4e                       | 13e                      | 9e                       | 8e                       | 3e                       | 8e                       | 8      |
| Nederland            | -                                       | -                                       | 10e                                     | -                                       | 14e                                     | -                                       | 15e                      | -                        | 8e                       | -                        | 7e                       | 2e                       | 3e                       | 6e                       | 6e                       | 6e                       | 10     |
| Noorwegen            | 3e                                      | 2e                                      | 1e                                      | 6e                                      | 2e                                      | 1e                                      | 1e                       | 1e                       | 1e                       | 2e                       | 1e                       | 1e                       | 5e                       | 1e                       | 1e                       | 1e                       | 16     |
| Oekraïne             | 11e                                     | 9e                                      | 7e                                      | 2e                                      | 12e                                     | 6e                                      | 13e                      | 10e                      | 12e                      | 14e                      | 16e                      | -                        | -                        | -                        | -                        | 23e                      | 12     |
| Oostenrijk           | 9e                                      | 3e                                      | 4e                                      | 12e                                     | 9e                                      | 10e                                     | 10e                      | 15e                      | -                        | -                        | -                        | -                        | -                        | -                        | -                        | 14e                      | 9      |
| Polen                | -                                       | 11e                                     | 5e                                      | -                                       | -                                       | -                                       | 8e                       | -                        | -                        | -                        | 11e                      | 15e                      | 14e                      | 14e                      | 13e                      | 9e                       | 9      |
| Portugal             | -                                       | -                                       | -                                       | -                                       | -                                       | -                                       | -                        | 16e                      | -                        | -                        | -                        | -                        | -                        | -                        | -                        | 22e                      | 2      |
| Roemenië             | 10e                                     | 5e                                      | 11e                                     | 4e                                      | 7e                                      | 7e                                      | -                        | 5e                       | 3e                       | 10e                      | 9e                       | 5e                       | 4e                       | 12e                      | 12e                      | 11e                      | 15     |
| Rusland              | 6e                                      | 7e                                      | 9e                                      | 3e                                      | 4e                                      | 4e                                      | 2e                       | 3e                       | 7e                       | 6e                       | 14e                      | 7e                       | 2e                       | 5e                       | -                        | -                        | 14     |
| Servië               | Zie Joegoslavië en Servië en Montenegro | Zie Joegoslavië en Servië en Montenegro | Zie Joegoslavië en Servië en Montenegro | Zie Joegoslavië en Servië en Montenegro | Zie Joegoslavië en Servië en Montenegro | Zie Joegoslavië en Servië en Montenegro | 14e                      | 13e                      | 14e                      | 4e                       | 15e                      | 9e                       | 11e                      | 13e                      | 15e                      | 21e                      | 10     |
| Slowakije            | 12e                                     | -                                       | -                                       | -                                       | -                                       | -                                       | -                        | -                        | -                        | -                        | 12e                      | -                        | -                        | -                        | -                        | 24e                      | 3      |
| Slovenië             | -                                       | -                                       | -                                       | -                                       | 10e                                     | 9e                                      | 16e                      | -                        | 16e                      | -                        | -                        | 14e                      | 13e                      | 16e                      | 8e                       | 10e                      | 9      |
| Spanje               | -                                       | -                                       | 12e                                     | -                                       | 13e                                     | 8e                                      | 9e                       | 2e                       | 11e                      | 11e                      | 2e                       | 11e                      | 12e                      | 9e                       | 9e                       | 13e                      | 13     |
| Tsjechië             | 8e                                      | -                                       | -                                       | -                                       | 8e                                      | 15e                                     | -                        | -                        | -                        | 12e                      | -                        | 10e                      | 15e                      | 15e                      | -                        | 15e                      | 8      |
| Turkije              | -                                       | -                                       | -                                       | -                                       | -                                       | -                                       | -                        | -                        | -                        | -                        | -                        | -                        | -                        | -                        | -                        | 20e                      | 1      |
| Wit-Rusland          | -                                       | -                                       | -                                       | 11e                                     | 16e                                     | 16e                                     | -                        | 12e                      | -                        | -                        | -                        | -                        | -                        | -                        | -                        | -                        | 4      |
| Zweden               | 7e                                      | 8e                                      | -                                       | -                                       | 15e                                     | 14e                                     | 6e                       | 9e                       | 2e                       | 8e                       | 3e                       | 8e                       | 6e                       | 11e                      | 5e                       | 5e                       | 14     |
| Zwitserland          | -                                       | -                                       | -                                       | -                                       | -                                       | -                                       | -                        | -                        | -                        | -                        | -                        | -                        | -                        | -                        | 14e                      | 12e                      | 2      |
| Servië en Montenegro | Zie Joegoslavië                         | Zie Joegoslavië                         | Zie Joegoslavië                         | Zie Joegoslavië                         | Zie Joegoslavië                         | 12                                      | Zie Servië en Montenegro | Zie Servië en Montenegro | Zie Servië en Montenegro | Zie Servië en Montenegro | Zie Servië en Montenegro | Zie Servië en Montenegro | Zie Servië en Montenegro | Zie Servië en Montenegro | Zie Servië en Montenegro | Zie Servië en Montenegro | 1      |
| Joegoslavië          | -                                       | -                                       | -                                       | 7e                                      | 6e                                      | Servië en Montenegro                    | Servië en Montenegro     | Servië en Montenegro     | Servië en Montenegro     | Servië en Montenegro     | Servië en Montenegro     | Servië en Montenegro     | Servië en Montenegro     | Servië en Montenegro     | Servië en Montenegro     | Servië en Montenegro     | 2      |
| Totaal               | 12                                      | 12                                      | 12                                      | 12                                      | 16                                      | 16                                      | 16                       | 16                       | 16                       | 16                       | 16                       | 16                       | 16                       | 16                       | 16                       | 24                       |        |

## Toeschouwersaantallen
| Jaar | Toeschouwers | Toeschouwers            | Jaar | Toeschouwers | Toeschouwers            | Jaar   | Toeschouwers | Toeschouwers            | Jaar   | Toeschouwers | Toeschouwers            |
| Jaar | Totaal       | Gemiddeld per wedstrijd | Jaar | Totaal       | Gemiddeld per wedstrijd | Jaar   | Totaal       | Gemiddeld per wedstrijd | Jaar   | Totaal       | Gemiddeld per wedstrijd |
| ---- | ------------ | ----------------------- | ---- | ------------ | ----------------------- | ------ | ------------ | ----------------------- | ------ | ------------ | ----------------------- |
| 1994 |              |                         | 2002 |              |                         | / 2010 | 215.752      | 4.590                   | 2018   | 197.980      | 4.212                   |
| 1996 |              |                         | 2004 |              |                         | 2012   | 122.604      | 2.609                   | 2020   | 0 (corona)   | 0                       |
| 1998 |              |                         | 2006 | 102.600      | 2.183                   | / 2014 | 122.070      | 2.597                   | / 2022 | 125.545      | 2.671                   |
| 2000 |              |                         | 2008 | 81.500       | 1.734                   | 2016   | 148.800      | 3.166                   | / 2024 | 183.821      | 2.828                   |